# Aleksander Kakowski
Aleksander kardinál Kakowski (5. února 1862, Dębiny, Mazovské vojvodství – 30. prosince 1938, Varšava) byl polský římskokatolický duchovní, od roku 1913 arcibiskup varšavský, v letech 1925–1938 primas Království Polského a posléze kardinál-kněz.

## Život
Studoval katolickou teologii a filozofii na Varšavské univerzitě, v Petrohradě a Římě. Vysvěcen na kněze byl dne 30. května 1886. Roku 1913 jej jmenoval papež Pius X. arcibiskupem varšavským. V roce 1919 ho tehdejší papež Benedikt XV. jmenoval kardinálem-knězem.
Aleksander Kakowski byl pochován roku 1938 na varšavském hřbitově Bródno.

## Citát
- V roce 1919 řekl jako politicky vlivný arcibiskup varšavský o budoucnosti a směřování Polska následující: „Polsko musí zůstat být katolické.“[4]